# 아비드 DNxHD
아비드 DNxHD(Avid DNxHD, "Digital Nonlinear Extensible High Definition")는 아비드가 저장 공간 및 대역폭 요구 사항을 줄여 여러 세대에 걸친 영상합성을 위해 개발한 손실 고선명 비디오 후반 작업 코덱이다. SMPTE VC-3 표준의 구현이다.

## 개요
DNxHD는 편집 중 사용하기에 적합한 중간 형식과 프레젠테이션 형식으로 모두 사용할 수 있도록 고안된 비디오 코덱이다. DNxHD 데이터는 일반적으로 MXF 컨테이너에 저장되지만, 퀵타임 컨테이너에도 저장될 수 있다.
2008년 2월 13일, 아비드는 DNxHD가 SMPTE VC-3 표준을 준수하는 것으로 승인되었다고 보고했다.
DNxHD는 개방형 표준으로 의도되었지만, 2008년 3월 현재 실질적으로 독점적인 아비드 형식으로 남아 있다. 아비드 DNxHD 코덱의 소스 코드는 내부 평가 및 검토를 위해 아비드에서 자유롭게 이용할 수 있지만, 상업적 사용은 아비드의 라이선스 승인을 필요로 한다. 이 코덱은 Ikegami, FilmLight, 해리스 코퍼레이션, JVC, Seachange, EVS 방송 장비 등 여러 회사에 상업적으로 라이선스되었다.
2014년 9월 14일, 네덜란드 암스테르담에서 열린 아비드 커넥트 행사에서 아비드는 2K 및 4K와 같이 1080p보다 높은 해상도를 지원하는 DNxHR 코덱을 발표했다.
2014년 12월 22일, 아비드 테크놀로지는 미디어 컴포저에 대한 업데이트를 출시하여 4K 해상도, Rec. 2020 색 공간, DNxHR 코덱을 통한 최대 3,730 Mbit/s의 비트 전송률 지원을 추가했다.

### 구현
DNxHD는 Avid DS Nitris (2004년 9월)에서 처음 지원되었고, 그 다음으로 DNxcel 옵션이 있는 Avid Media Composer Adrenaline (2004년 12월)에서, 마지막으로 Avid Symphony Nitris (2005년 12월)에서 지원되었다. Xpress Pro는 DNxHD 8비트 압축을 사용하는 데 제한이 있는데, 이는 파일에서 가져오거나 Adrenaline 하드웨어를 갖춘 미디어 컴포저를 사용하여 캡처된다. 미디어 컴포저 2.5는 또한 심포니 나이트리스 또는 DS 나이트리스 시스템에서 가져오거나 캡처된 완전히 비압축 HD 자료의 편집을 허용한다. Ikegami의 Editcam 카메라 시스템은 DNxHD를 고유하게 지원하며, DNxHD 인코딩 비디오로 직접 기록한다. 이러한 자료는 DNxHD 코덱을 직접 지원하는 편집 플랫폼에서 즉시 접근할 수 있다. Arri Alexa는 2011년 11월부터 DNxHD를 지원한다. 블랙매직 디자인 HyperDeck Shuttle 2 및 HyperDeck Studio는 2012년부터 DNxHD를 지원한다. AJA Video Systems는 2012년부터 Ki Pro Mini 및 Ki Pro Rack 레코더 및 플레이어에서 DNxHD 코덱을 지원해 왔다.
윈도우 XP와 맥 OS X 모두에서 DNxHD 자료를 포함하는 퀵타임 파일을 생성하고 재생할 수 있는 독립형 퀵타임 코덱이 제공된다.
2007년 9월부터 오픈 소스 FFmpeg 프로젝트는 BBC Research의 후원과 Baptiste Coudurier의 구현 덕분에 8비트 VC-3/DNxHD 인코딩 및 디코딩 기능을 제공하고 있다. 2011년 7월, FFmpeg는 10비트 인코딩 지원을 추가했다. DNxHD 지원은 2009년 3월 10일에 출시된 FFmpeg의 안정 버전 0.5에 포함되어 있다. 이를 통해 리눅스 비선형 비디오 편집기인 시네렐라와 Kdenlive가 DNxHD를 사용할 수 있게 되었다.
2012년 4월 NAB 쇼에서 Brevity는 DNxHD 파일의 가속 전송 및 인코딩을 위한 맞춤형 알고리즘을 선보였다.

## 기술적 세부 사항
DNxHD는 JPEG와 매우 유사하다. 모든 프레임은 독립적이며 VLC 코딩된 DCT 계수로 구성된다.
헤더는 여러 부분으로 구성되며 양자화 테이블과 2048비트의 사용자 데이터를 포함할 수 있다. 각 프레임에는 두 개의 GUID와 타임스탬프도 있다. 프레임 헤더는 빅 엔디언 dword로 묶여 있다. 실제 프레임 데이터는 JPEG와 거의 동일한 기술을 사용하여 묶인 매크로블록으로 구성된다: DC 예측 및 나머지 63개 계수에 대한 런 길이 인코딩을 사용한 가변 길이 코드.
DC 계수는 양자화되지 않는다.
이 코덱은 알파 채널 정보를 지원한다.

## VC-3
DNxHD 코덱은 VC-3 표준 제품군의 프레임워크로 SMPTE 조직에 제출되었다. 2008년과 2009년 2년간의 테스트 및 검증 과정을 거쳐 SMPTE VC-3로 승인되었다.
- SMPTE 2019-1-2008 VC-3 Picture Compression and Data Stream Format
- SMPTE 2019-3-2008 VC-3 Type Data Stream Mapping Over SDTI
- SMPTE 2019-4-2009 Mapping VC-3 Coding Units into the MXF Generic Container
- RP (권장 사례) 2019-2-2009 VC-3 Decoder and Bitstream Conformance